# Họ Gấu
Gấu là những loài động vật có vú ăn thịt thuộc Họ Gấu (Ursidae). Chúng được xếp vào phân bộ Dạng chó. Mặc dù chỉ có 8 loài gấu còn sinh tồn, chúng phổ biến rất rộng rãi, xuất hiện ở nhiều môi trường sống khác nhau trên khắp Bắc Bán cầu và một phần ở Nam Bán cầu. Gấu được tìm thấy trên các lục địa Bắc Mỹ, Nam Mỹ, Châu Âu và Châu Á. Trong 8 loài, gấu trắng Bắc Cực là loài lớn nhất (cũng là loài thuộc Bộ Ăn thịt lớn nhất trên cạn), cùng với gấu Kodiak - một phân loài của gấu nâu; còn gấu chó là loài nhỏ nhất.
Đặc điểm chung của những loài gấu ngày nay bao gồm cơ thể to lớn với đôi chân thon dài, mõm dài, tai tròn nhỏ, lông xù, móng chân có năm móng vuốt không rút lại được, và đuôi ngắn. Gấu có thể đánh hơi như loài chó nhưng mũi của chúng thính hơn gấp 6 lần. Các loài gấu đang đứng trên bờ vực tuyệt chủng do nạn đói, nạn mất môi trường sống và nạn săn bắt trộm. Người ta thường săn bắt gấu để lấy lông, mật, móng vuốt và nhiều bộ phận cơ thể khác. Loài gấu bơi và trèo cây rất giỏi. Hơn thế nữa, loài gấu nâu là những tay bắt cá cừ khôi.

## Phân loại
Họ Ursidae
- Phân họ Ailuropodinae
  - Chi Ailuropoda
    - Ailuropoda melanoleuca: Gấu trúc lớn
      - Ailuropoda melanoleuca melanoleuca
      - Ailuropoda melanoleuca qinlingensis

    - Ailuropoda baconi †
    - Ailuropoda microta †
    - Ailuropoda minor: Gấu trúc lùn†
    - Ailuropoda wulingshanensis †
- Phân họ Tremarctinae
  - Chi Tremarctos
    - Tremarctos ornatus: Gấu mặt ngắn Andes
    - Tremarctos floridanus: Gấu hang Florida†

  - Chi Arctodus
    - Arctodus pristinus†
    - Arctodus simus: Gấu mặt ngắn khổng lồ†

  - Chi Arctotherium
    - Arctotherium brasilense: Gấu mặt ngắn Brasil†
    - Arctotherium latidens: Gấu mặt ngắn Argentina†
- Phân họ Ursinae
  - Chi Ursus
    - Ursus arctos: Gấu nâu
      - Ursus arctos arctos: Gấu nâu Á Âu
      - Ursus arctos horribilis: Gấu nâu
      - Ursus arctos isabellinus: Gấu nâu Himalaya hay gấu đỏ Himalaya
      - Ursus arctos middendorffi: Gấu nâu Kodiak
      - Ursus arctos nelsoni
      - Ursus arctos pruinosus: Gấu lam Himalaya
      - Ursus arctos stickeenensis
      - Ursus arctos syriacus: Gấu nâu Syria
      - Ursus arctos gobiensis: Gấu Gobi (rất hiếm)
      - Ursus arctos crowtheri: Gấu Atlas†
      - Ursus arctos piscator: Gấu Bergman†?

    - Ursus americanus: Gấu đen Bắc Mỹ
      - Ursus americanus cinnamomum: Gấu Cinnamon
      - Ursus americanus kermodei: Gấu Kermode

    - Ursus maritimus: Gấu trắng Bắc Cực hay gấu Bắc cực
      - Ursus maritimus tyrannus†

    - Ursus thibetanus: Gấu ngựa hay gấu đen châu Á
      - Ursus thibetanus formosanus: Gấu ngựa Đài Loan
      - Ursus thibetanus gedrosianus
      - Ursus thibetanus japonicus
      - Ursus thibetanus laniger
      - Ursus thibetanus mupinensis
      - Ursus thibetanus thibetanus
      - Ursus thibetanus ussuricus

    - Ursus minimus: Gấu Auvergne†
    - Ursus etruscus: Gấu Etruscan†
    - Ursus spelaeus: Gấu hang châu Âu†
    - Ursus (Vetularctos) inopinatus: Gấu MacFarlane (động vật bí ẩn; nếu là loài hợp lệ thì đã tuyệt chủng)
    - Ursus deningeri: Gấu Deninger†

  - Chi Melursus
    - Melursus ursinus: Gấu lợn
      - Melursus ursinus inornatus: Gấu lợn Sri Lanka
      - Melursus ursinus ursinus: Gấu lợn Ấn Độ

  - Chi Helarctos
    - Helarctos malayanus: Gấu chó
      - Helarctos malayanus euryspilus: Gấu chó Borneo

## Thư viện ảnh

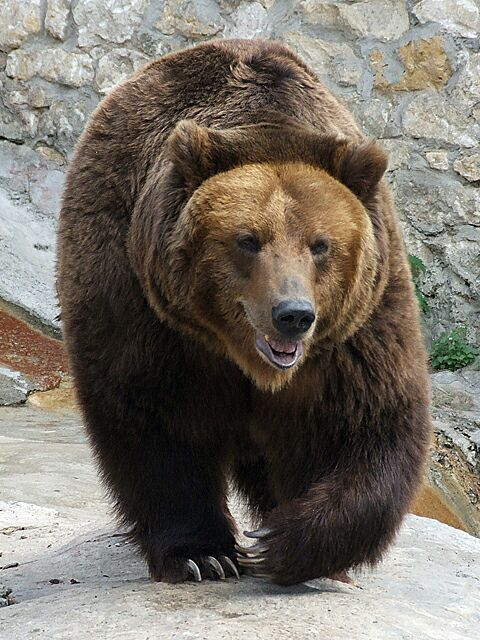
Gấu nâu Ursus arctos, ở Vườn thú Moskva
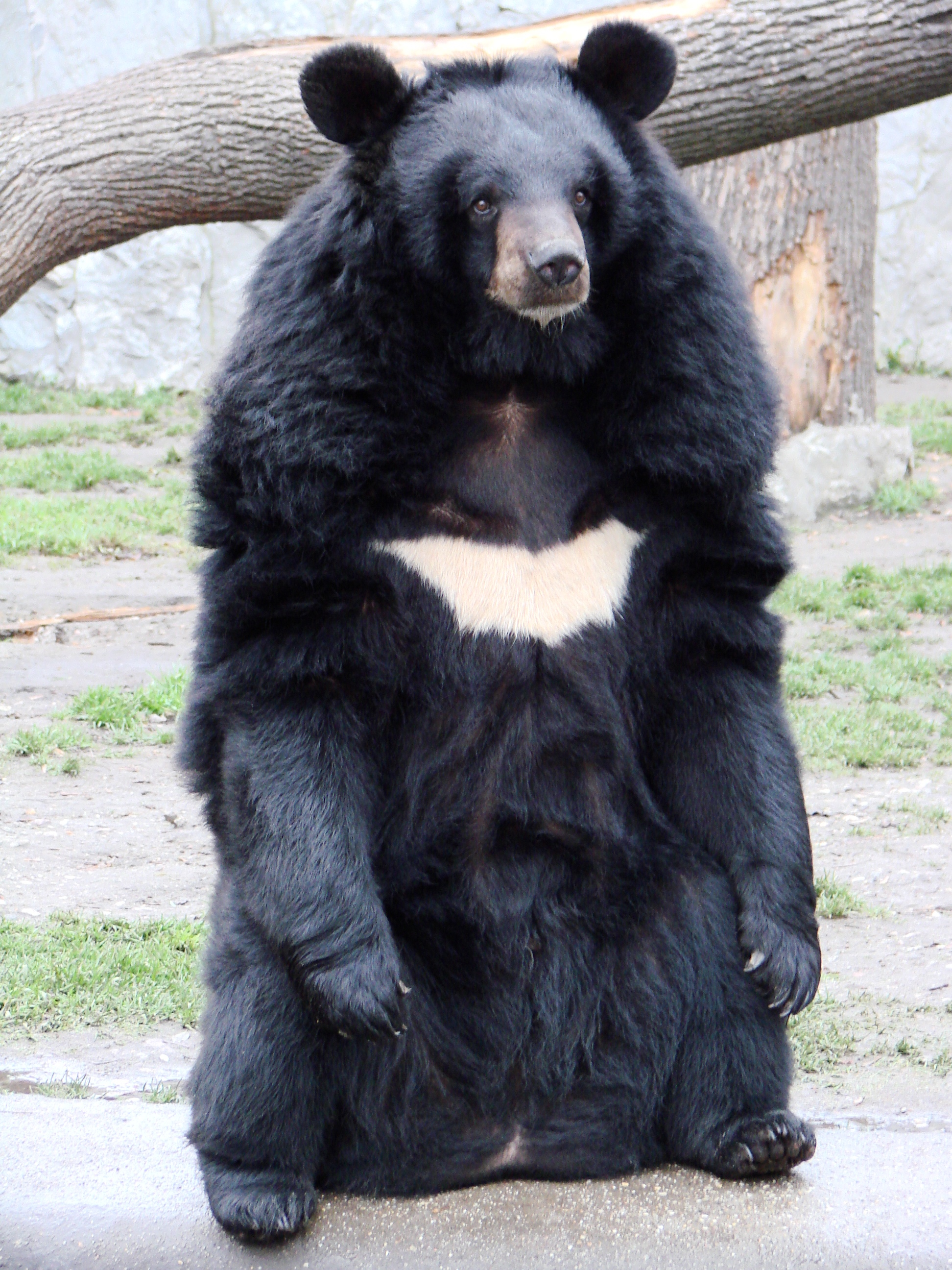
Gấu ngựa (Ursus thibetanus), ở Vườn thú Wroclaw, Ba Lan
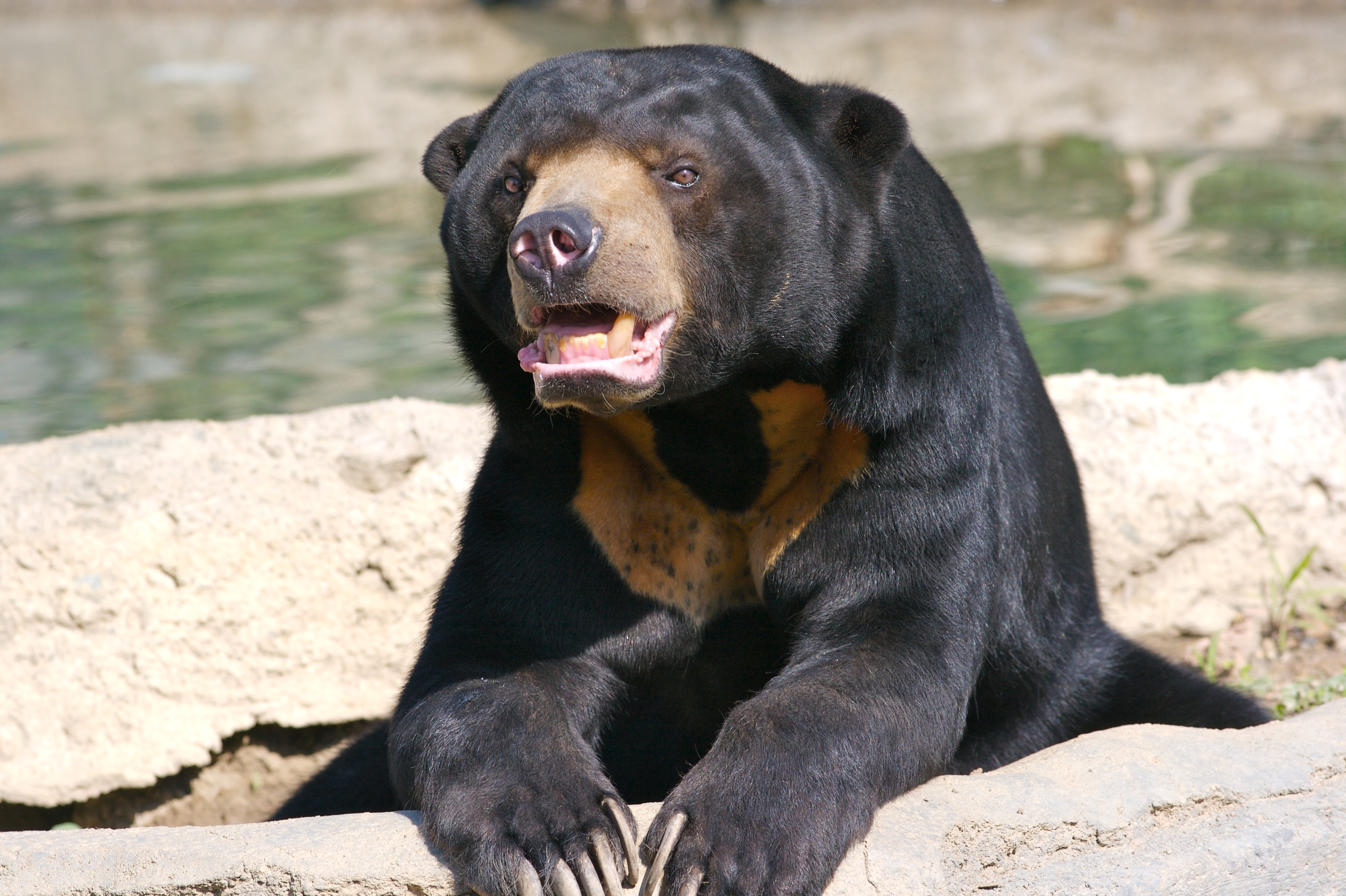
Gấu chó (Helarctos malayanus), tại Vườn thú Colombus
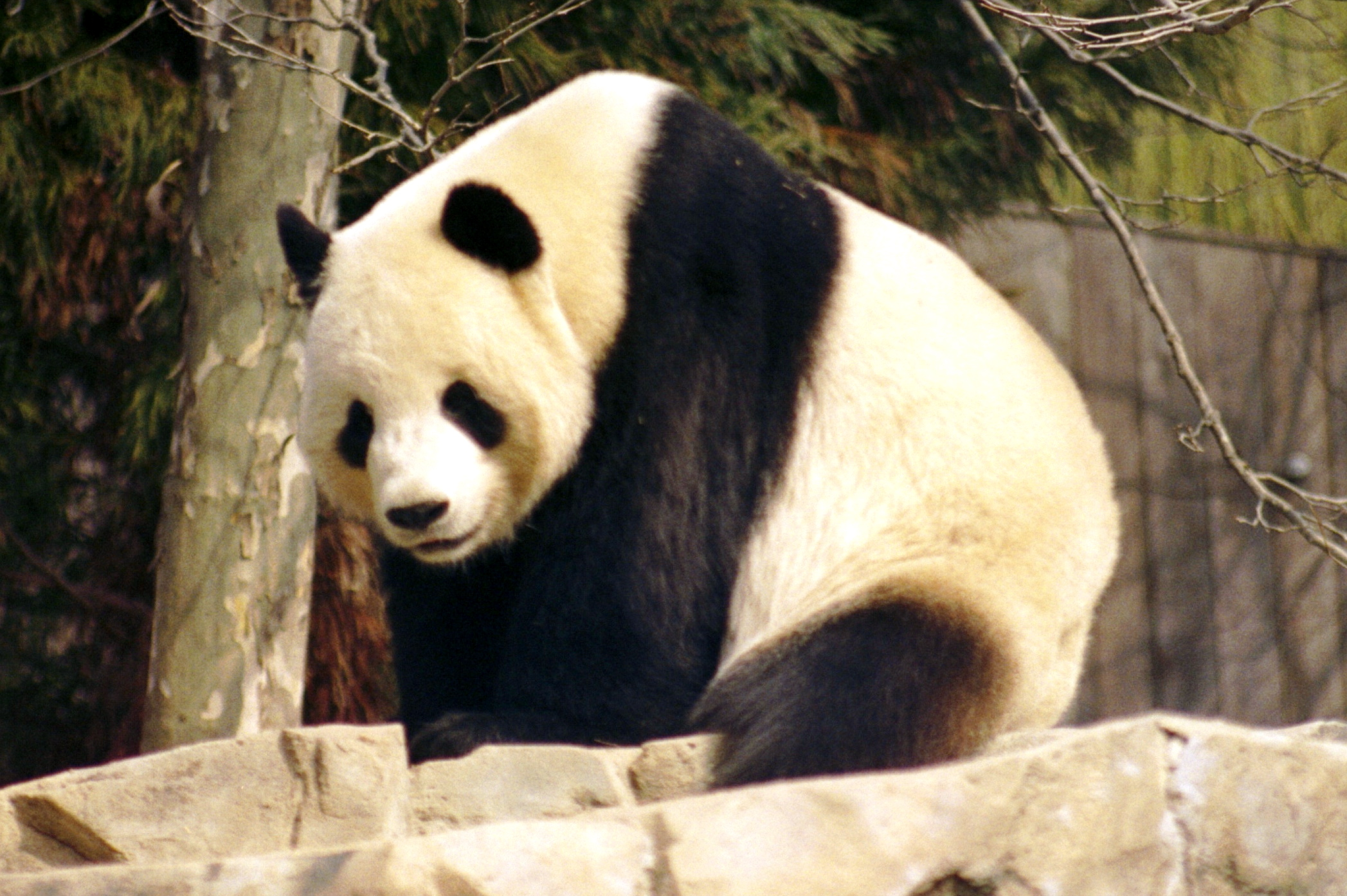
Gấu trúc lớn (Ailuropoda melanoleuca) với tên gọi "Tian Tian"
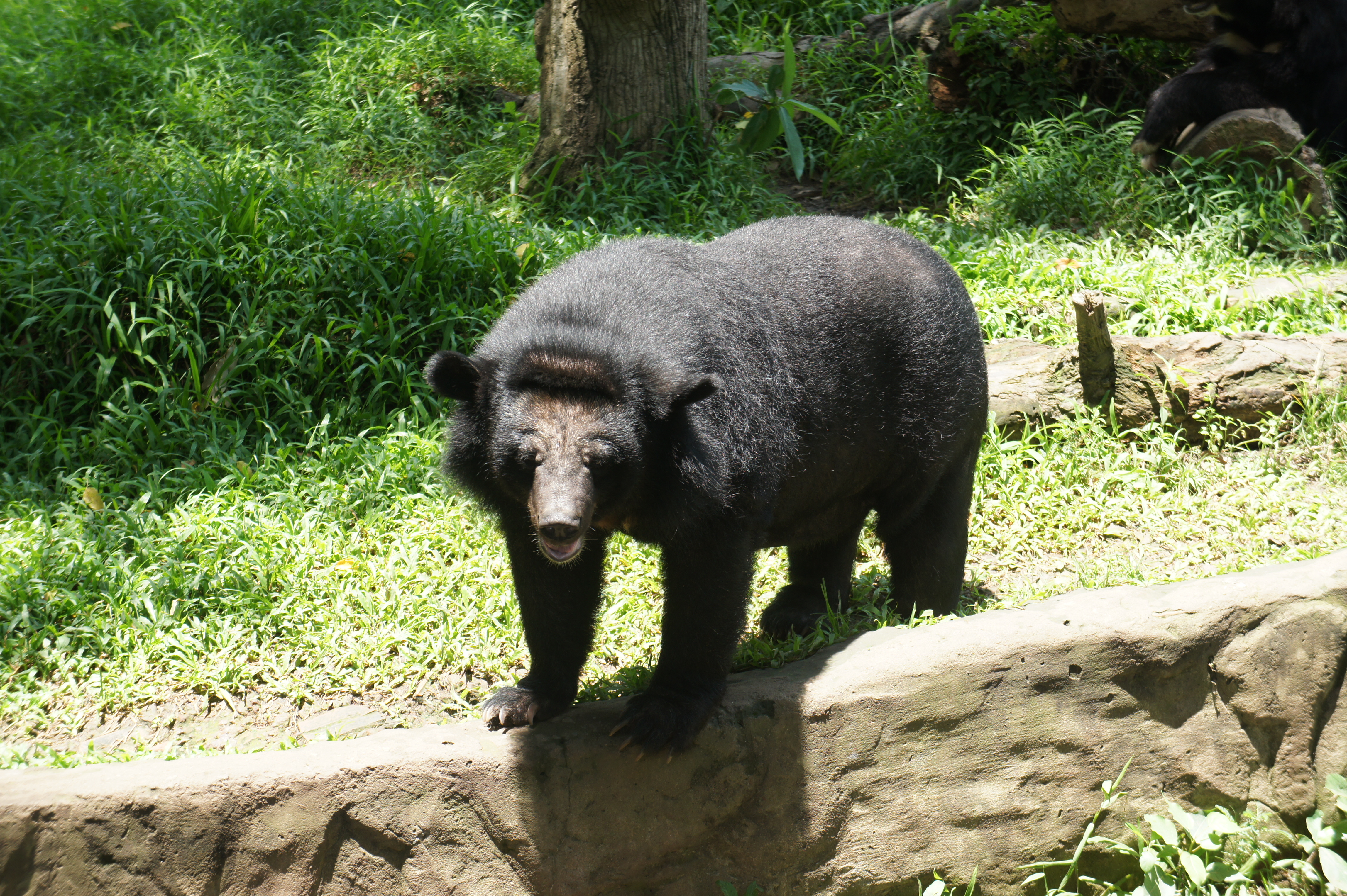
Gấu ở Thảo cầm viên Sài Gòn